# Pterapherapteryx impuncta
Pterapherapteryx impuncta là một loài bướm đêm trong họ Geometridae.